# Enllustrador

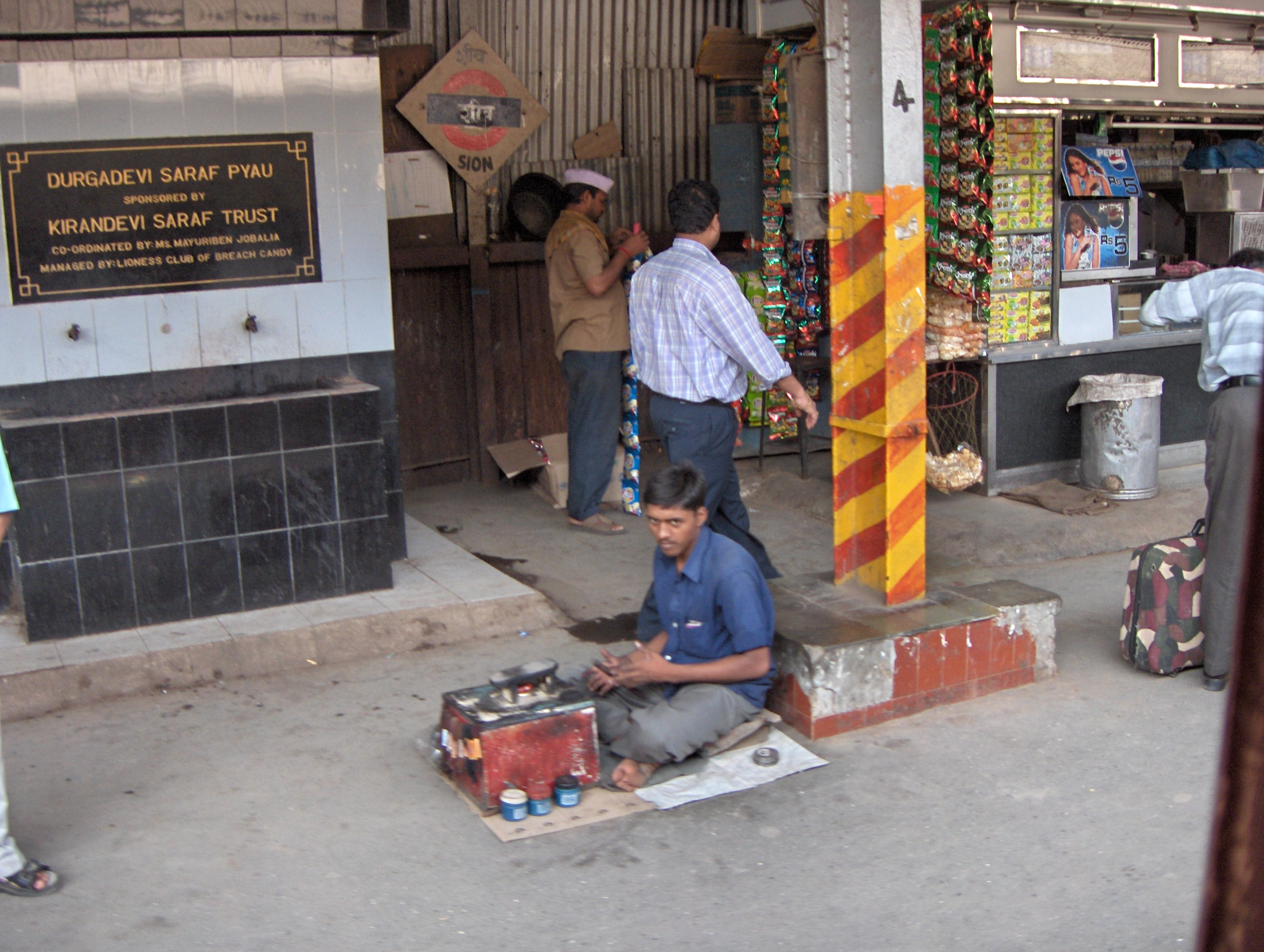
Enllustrador en una andana de tren a Bombai (Índia). En anglès s'anomena shoeshiner ('brillador de sabates') o boot polisher ('enllustrador de botes').

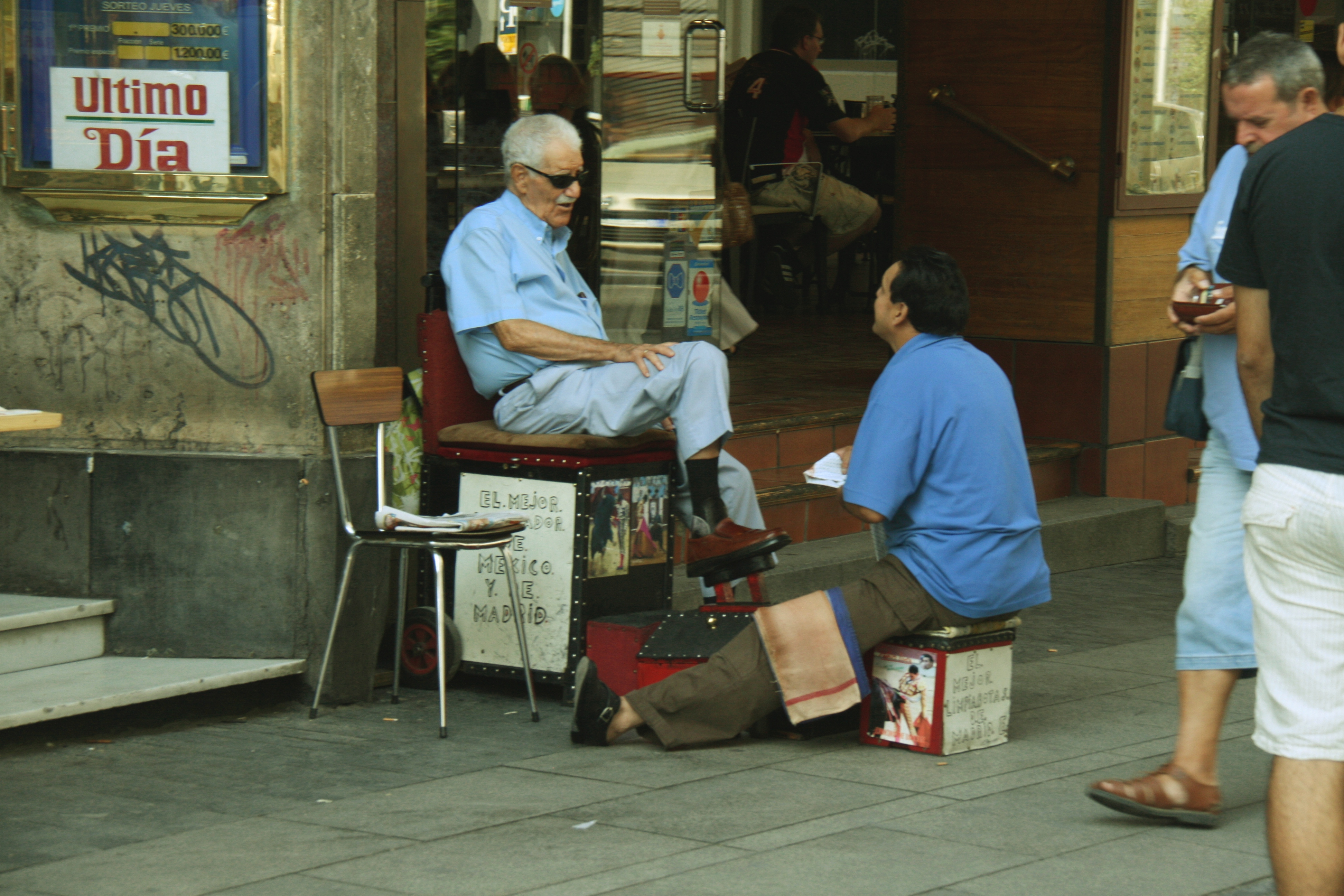
Enllustrador a La Gran Via de Madrid.

Un  enllustrador  és una persona que s'encarrega de netejar i enllustrar el calçat d'eventuals clients utilitzant betum per a calçat. Tradicionalment l'exerceixen persones del gènere masculí i molt sovint nens. Encara que el rol és desaprovat en diverses latituds del món, constitueix el mitjà de manutenció de famílies de condició precària a molts països. Alguns enllustradors ofereixen el servei addicional de reparació de calçat i sastreria. Personalitats destacades en la història van començar la seva carrera guanyant-se la vida com a enllustradors, incloent-hi cantants i presidents de govern.

## Història
El betum per a calçat no es va conèixer com a producte comercial fins a principis del segle xx; però, tot i així, durant el segle xix els enllustradors ja oferien els seus serveis pels carrers, particularment en les grans urbs d'Europa (per exemple del Regne Unit). Actualment a alguns països han anat minvant fins a deixar d'existir, pel fet que la gent, per enllustrar-se les sabates, prefereix el confort d'un local o el servei d'un ràpid.

## Professió moderna
Tanmateix, en molts països, la professió encara és prou habitual actualment. El sou com a enllustrador és molt variable, però és una proporció significativa de l'ingrés familiar, especialment si el pare de família ha mort o està impossibilitat per treballar. A l'Afganistan molts nens treballen com a enllustradors en el seu temps lliures i possiblement guanyen uns 100 afganis (1 £ aprox.) diaris. Molts nens del carrer basen el seu suport a exercir-se com a enllustradors com a únic mitjà d'ingrés o en el pitjor dels casos netejant o rentant parabrises als carrers entre vehicles que s'aturen als semàfors.
En algunes ciutats per poder oferir els serveis d'un enllustrador cal obtenir una llicència per treballar legalment. L'agost del 2007 els enllustradors de Mumbai, a l'Índia, van ser retirats de les estacions de ferrocarril a causa d'"irregularitats financeres". Es va obligar cada associació d'enllustradors a renovar la seva llicència, fet que va comportar a molts la pèrdua de la plaça a favor d'un competidor seu.

## Personatges destacats

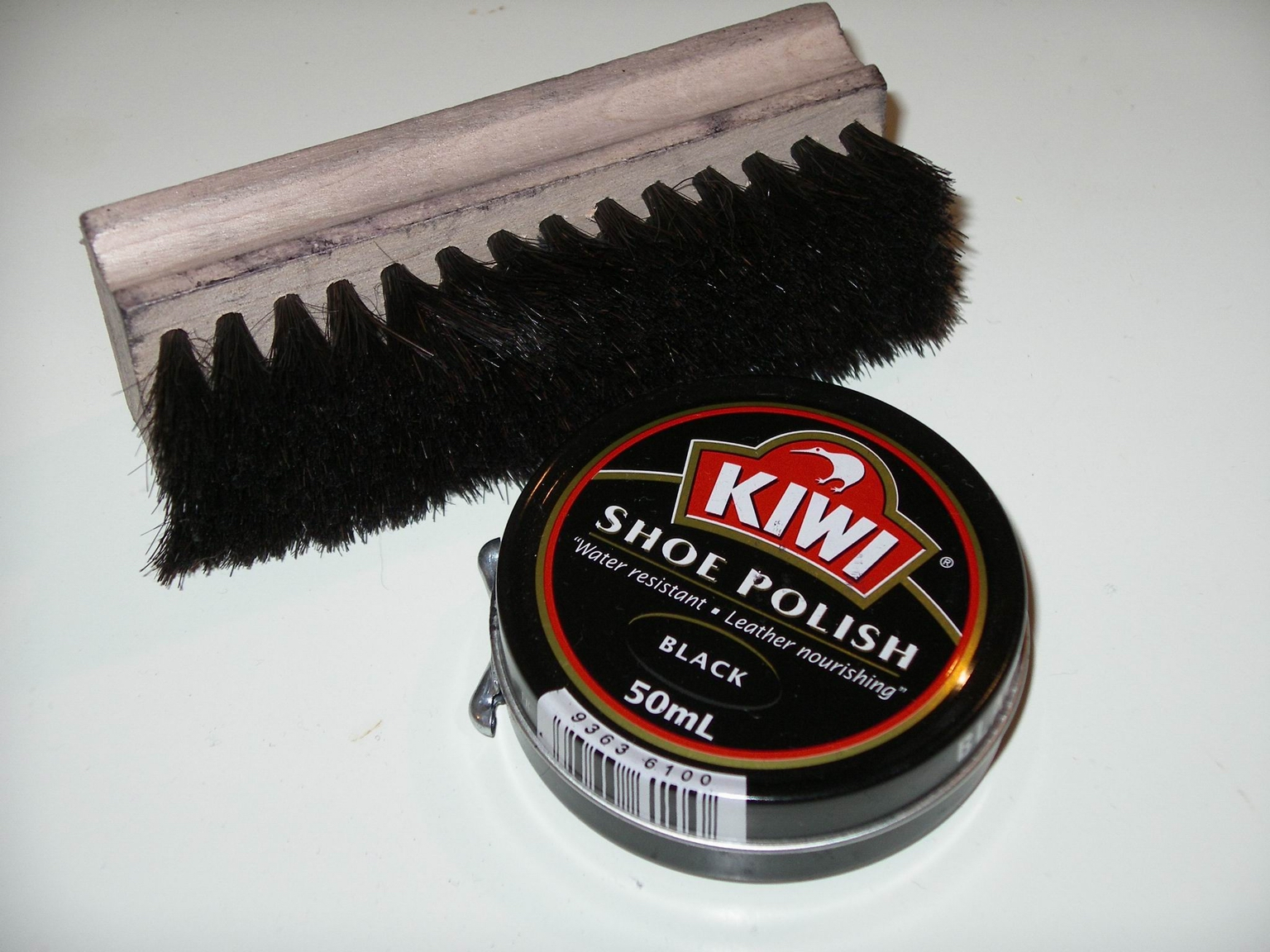
Principals estris d'un enllustrador.

Alguns personatges prominents que en alguna etapa de la seva vida van ser enllustradors:
- Ozzy Osbourne - Cantant anglès de heavy metal.
- Mahmoud Ahmed - cantant d'Etiòpia.[1]
- James Brown - "El padrí del Soul". Solia llustrar calçat, cantar i ballar en la novena avinguda en Augusta, Geòrgia; el 1993 la vialitat va ser redenominada com el "James Brown Boulevard" en honor seu.[2][3]
- José Assumción Flores - compositor i creador del gènere musical denominat guarania.
- Oscar Micheaux - el primer director de cinema Afro-Americà.
- Dick Rowland - treballava com a enllustrador fins al seu arrest per estar involucrat en els desordres de Tulsa.
- Luiz Inácio Lula da Silva - President del Brasil.[4]
- Alejandro Toledo - President del Perú.[5]
- Lee Treviño - golfista professional.
- Malcolm X - va treballar com a enllustrador en el club nocturn Lindy Hop de Nova York.[6][7]

## En la cultura popular
Els enllustradors han estat esmentats a:
- A Bollywood es va fer una pel·lícula anomenada Boot Polish, pel·lícula hindú de 1954.
- "Chattanoogie Shoe Shine Boy", una cançó interpretada per Bing Crosby i Frank Sinatra entre d'altres.
- Confessions of a Wall Street Shoeshine Boy (Confessions d'un enllustrador de Wall Street), una novel·la de Doug Stumpf adaptada a la pantalla.
- El bolero de Raquel, títol que parodia el nom del Bolero de Ravel, és una pel·lícula mexicana de gènere comèdia, que narra les peripècies d'un "bolero"  (A Mèxic bolero = enllustrador), estelarizada per Cantinflas el 1956.
- Rico Mc Ànec, personatge animat de Disney famós per guanyar el seu primer moneda a treballar com enllustrador.
- Shoe Shine Boy, pel·lícula musical de 1943.
- Shoeshine, film italià de 1946 el qual va rebre honors en la cerimònia dels Academy Awards el 1948.
- SuperCan, sèrie animada de televisió en la qual un gos protegeix la seva identitat secreta treballant com a enllustrador.